# Erica Lee Carter
Erica Shelwyn Lee Carter, född 2 februari 1980 i Harris County i Texas, är en amerikansk politiker (demokrat). Hon var ledamot av USA:s representanthus 2024–2025. Hon är dotter till politikern Sheila Jackson Lee.
Erica Lee Carter segrade i fyllnadsvalet till USA:s representanthus i november 2024 med 69,3 procent av rösterna.